# Cladodiptera smaragdula
Cladodiptera smaragdula är en insektsart som beskrevs av Walker 1851. Cladodiptera smaragdula ingår i släktet Cladodiptera och familjen Dictyopharidae. Inga underarter finns listade i Catalogue of Life.